# مارتن كونور
مارتن كونور (بالإنجليزية: Martin Connor)‏ هو سياسي أمريكي، ولد في 3 مارس 1945 في ترنتون في الولايات المتحدة. نشط حزبياً في الحزب الديمقراطي. وقد انتخب عضو مجلس ولاية نيويورك.